# Donnchad mac Briain
Donnchad mac Briain (anglais Donough O’Brien) roi de Munster de 1014/1023 à 1064 et Ard ri Érenn ou « Rig Érenn co Fressabra » (i.e: Haut-roi en opposition) de 1040 à 1064.

## Origine
Second fils survivant de Brian Boru, il serait né du mariage de ce dernier avec Gormflaith de Leinster. Il est assez vieux en 1013 pour mener une expédition en Desmond et capturer Domhnall mac Dubhdabhoreann ancêtre des O’Donoghues.

## Début du règne

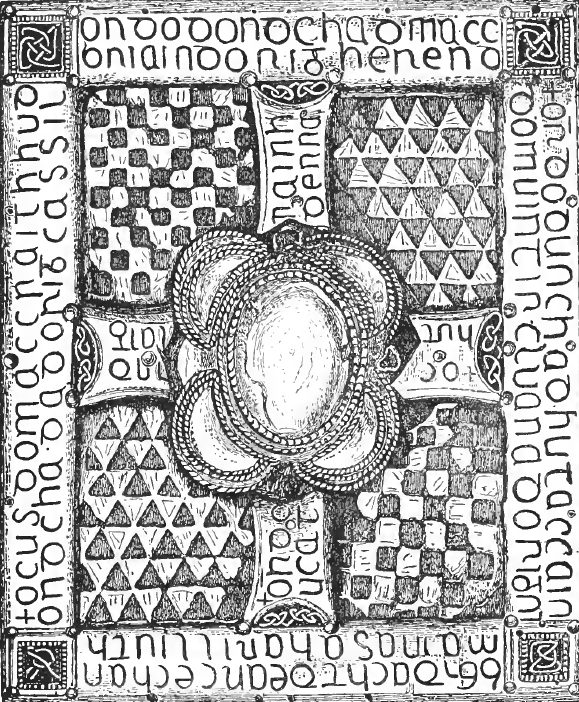
Le cumdach (couvercle en metaux précieux) fait pour le missel dit "de Stow"; le texte supérieur dit "OR DO DONDCHAD MACC BRIAIN [OR] DO RIGH EREND", en français "Priez pour Donnchad mac Briain, [priez] pour le roi d'Irlande".

Donnchad devient co-roi de Munster avec son demi-frère Tadg mac Briain à la mort de leur père la même année les deux héritiers s'affrontent. En 1019 Donnchad est blessé à la tête et perd la partie supérieure de la main droite dans un combat singulier . En 1023 il se débarrasse de son frère Tadgh qui est assassiné. 
C'est le point de départ de son pouvoir en 1025 il marche au nord conte le Connacht pille sa capital Cruachu et obtient des otages. En 1026 il étend son influence vers l'est , il fait reconnaître sa suprématie et prend des otages dans le Royaume de Mide dans celui de Brega et dans le royaume de Dublin et au Leinster puis il rentre avec le roi Ossory  à Kincora la place forte des O'Brien. la reconnaissance de son autorité intervient lorsque Amalgaid l'abbé d'Armagh et son vénérable clergé viennent faire leurs Pâques à Kincora ,.

## Ard ri Erenn?
Les historiens irlandais médiévaux qui ont établi les listes d'Ard ri Erenn estiment généralement qu'un interrègne de 50 ans est intervenu entre la mort de Mael Seachnaill II Mór en 1022 et Toirdelbach Ua Briain mais Donnchad mac Briain roi de Munster (1014-1063) se prétend « roi d'Irlande »; Alors que les rédacteurs du Baile In Scáil  prennent en compte les prétentions de Flaithbertach Ua Néill roi d'Ailech (1004-1036), le livre de Leinster reconnait un interrègne de 42 ou 52 ans à partir de 1022 mais proclame que c'est Diarmait mac Mail na mBo roi de Leinster (1042-1072) qui est ard ri Erenn en opposition. Gilla Mo Dutu Ua Casaide prolonge même l'interrègne jusqu'en 1094 et l'accession de Muirchertach Ua Briain.

## Fin de règne
Les événements qui surviennent dans l'est du Munster et au Leinster  coupent court à la progression du pouvoir de Donnchad. C'est à la fin de la décennie 1030 que le royaume d'Osraige atteint le zénith de sa puissance avec Donnchad mac Gilla Pátraic et qu'ensuite qu'au Leinster la dynastie des Uí Dúnlainge s'efface définitivement devant les Uí Cheinnselaigh menés par le dynamique Diarmait mac Mail na mBo.  Mac Gilla Patraic et Diarmait agissent souvent de concert et résistent aux ambitions de Donnchad. Au même moment, l'influence de Donnchad au nord-ouest est mise en échec par le puissant roi de Connacht Áed in Gai Bernaig mac Taidgh in eich Gil  Conchobair  ,.
C'est donc au moment où l'influence de Donnchad est contenue au mord-ouest par Aed Ua Conchobair et au sud-est par Diarmait qu'il doit faire face à l'émergence des prétentions de son neveu Toirdhealbhach mac Taidgh Ua Briain le fils de son frère assassiné.
En 1051 Áed Ua Conchobair envahit le Munster et le fils de Donnchad, Domnal Ban est tué lors de la rencontre. Bien que Áed Ua Conchobair et Diarmait mac Mail na mBo soient les ennemis naturels de Donnchad leurs attaques concertées contre le Munster sont liées aux intrigues de Toirdhealbhach. Cette année Áed et Toirdhealbhach attaquent le nord du Munster pendant que Diramait et les Hommes d'Osraige attaquent l'est. En 1058 Toirdhealbhach soutenu par Diarmait marche contre son oncle qui n'a pas d'autre choix que de fuir devant leur avance et qui préfère brûler la cite de Limercik plutôt qu'elle ne tombe entre leurs mains. Lorsque Donnchad affronte ses ennemis peu après lors de la Bataille de Sliab Crot il est défait.
Donnchad tente alors de diviser ses adversaires et fait sa soumission au roi Aed de Connacht; Cette manœuvre est sans effet car en 1061 Áed détruit la place force de Kincora et brûle le centre ecclésiastique du Dál gCais de Killaloe. Diarmait de Leinster et Toirdhealbhach marchent sur le Munster et obtiennent la soumission des nobles. Murchad le fils de Donnchad tente de résister mais il est battu à Scéith Girr . Lorsque Diamait se retire Toirdhealbhac fait face à son oncle et à son fils et il est de nouveau victorieux  et il reçoit de nouveau l'appui de Diarmait.  
Donnchad reconnait alors sa défaite et en 1064 il est déposé par son neveu Toirdhealbhach mac Taidgh Ua Briain. Donnchad part en pèlerinage à Rome et meurt la même année au monastère de Saint Étienne le Martyr où il est inhumé ,.

## Union et descendance
Donnchad avait épousé « la fille de Ragnall »  peut être identifiable avec  Cacht ingen Ragnaill (en) i.e « Cacht ingen Ragnaill, rígan Erenn  » morte en 1054. Ragnall étant peut-être de son côté le roi Viking de Waterford homonyme tué à Dublin en 1035 ou Røgnvaldr Guðrøðsson roi de l'île de Man mort en 1005. Il laisse deux fils :
- Murchad Ua Briain Righ Domma (héritier) de Munster tué en 1068[15] père de
  - Brian mac Murchada Ua Briain, roi associé de Munster tué en 1118[16].
- Lorcan Ua Briain mort en 1078[17] lui-même père de deux fils 
  - Conchobar tué en 1078[18] Rí Tulcha Óc ;
  - Cennétig tué en 1084[19] Rí Tulcha Óc.

- bien que la filiation ne soit pas attestée on estime que Derbforgaill « petite-fille de Brian Boru » et épouse de Diarmait mac Mail na mBo roi de Leinster était également sa fille.

## Sources
- (en) Francis John Byrne, Irish Kings and High-Kings, Dublin, Courts Press History Classics, 2001, 341 p. (ISBN 1-851-82-196-1), p. 278,279,297 Appendix II 17: Dál Cais Kings of Munster and Thomond.
- (en) Donnchadh Ó Corráin, Ireland before the Normans, Dublin, Gill & Macmillan, 1972, 210 p., p. 129,130,131-33,142,169